# Cladostemon kirkii

Cladostemon kirkii  es una especie de arbusto  y el único miembro del género monotípico Cladostemon, perteneciente a la familia Capparaceae. Es originaria de África.

## Descripción
Es un árbol o arbusto, que alcanza los 10 m de altura que se encuentra en los bosques seco, entre matorrales de hoja caduca (zonas costeras), y entre matorral secundario; a una altitud de 000-800 m altura en Sudáfrica y Suazilandia.

## Taxonomía
Cladostemon kirkii fue descrita por (Oliv.) Pax & Gilg y publicado en Die Pflanzenwelt Ost-Afrikas C: 185. 1895.
Sinonimia
- Cladostemon paradoxus A.Br. & Vatke
- Cladostemon paxianus Gilg
- Euadenia kirkii Oliv.
- Ritchiea gigantocarpa Gilg & Gilg-Ben.[3]